# 7 monos
7 monos es un colectivo de historietistas valenciano compuesto por Manuel Bartual, Jordi Bayarri, Manuel Castaño, Sergio Córdoba, Jesús Huguet, Joan Marín, Juan Pedro Quilón , Nacho Sanmartín y Víctor Santos, muy activo a finales de la década de 1990.
Su serie más popular fue Los Reyes Elfos.

## Trayectoria
7 monos integraba dos grupos de amigos de diferente procedencia, cada uno de los cuales había editado fanzines por su cuenta:
- Los de la Escuela de Artes y Oficios: Manuel Bartual, Manuel Castaño, Joan Marín y Nacho Sanmartín, y
- Los de la Facultad de Bellas Artes de la Universidad Politécnica de Valencia: Jordi Bayarri, Sergio Córdoba, Juan Pedro Quilón y Víctor Santos,

siendo Jordi Bayarri el nexo de unión de ambos.
En 1998, a raíz del éxito de Freaks in Love, autoeditado por Sergio Córdoba, deciden unirse en un sello colectivo, publicando:
| Título                 | Año  | Autoría                        | Números                        | Género     |
| ---------------------- | ---- | ------------------------------ | ------------------------------ | ---------- |
| Gaijin                 | 1999 | Víctor Santos                  |                                |            |
| Magia y Acero          | 1999 | Jordi Bayarri                  |                                |            |
| Retales from the Crypt | 1999 | Varios                         | Varios                         |            |
| Morón el pollastre     | 1999 | Manuel Bartual, Manuel Castaño | Manuel Bartual, Manuel Castaño | Cómico     |
| Los Reyes Elfos        | 2000 | Víctor Santos                  | Víctor Santos                  | Fantástico |
| Álex                   | 2001 | Manuel Bartual, Manuel Castaño | Manuel Bartual, Manuel Castaño | Cómico     |
| Con amigos como éstos  | 2002 | Manuel Bartual, Manuel Castaño | Manuel Bartual, Manuel Castaño | Cómico     |